# Цизат, Иоганн Баптист
Иоганн Баптист Цизат (нем. Johann Baptist Cysat, фр. Jean-Baptiste Cysat, лат. Cysatus,1585—1657) — швейцарский учёный-иезуит, астроном, математик и архитектор.

## Биография
Родился в Люцерне, был восьмым из 14 детей городского канцлера Ренворда Цизата. Точная дата рождения неизвестна, известно, что крещён был 12 мая 1587.
В 1604 вступил в орден иезуитов, с 1611 года изучал богословие, математику и астрономию в Ингольштадтском университете, где был учеником К.Шейнера. Цизат помогал
Шейнеру в наблюдениях солнечных пятен, приоритет открытия которых позже стал предметом спора между Шейнером и Галилеем. Был одним из первых, кто использовал телескоп для астрономических наблюдений.
В 1618 Цизат был назначен профессором математики в университете Ингольштадта, сменив на этом посту Шейнера.
За время работы в университете выполнил много астрономических наблюдений, наиболее важные из которых посвящены исследованию комет, в частности, кометы 1618 года. Цизат опубликовал монографию об этой комете Mathematica astronomica de loco, motu, magnitudine et causis cometae qui sub finem anni 1618 et initium anni 1619 in coelo fulsit. Ingolstadt Ex Typographeo Ederiano 1619. В этом сочинении указал, что комета вращается вокруг Солнца не по круговой, а по параболической орбите. Наблюдения Цизата отличались высокой точностью и считались непревзойдёнными до 1804. Он первым описал ядро кометы и изменения в его структуре. Данное сочинение Цизата также включает в себя описание туманности Ориона (открытие которой иногда ошибочно приписывается ему), которую он сравнивает с природой кометы.
Помимо исследований комет, известны его наблюдения полного лунного затмения 1620 и предсказанного И.Кеплером прохождения Меркурия по диску Солнца 7 ноября 1631. Это было первое в истории астрономии наблюдение прохождения Меркурия. Известно, что Иоганн Кеплер посещал Цизата в Ингольштадте и вёл с ним переписку, от которой сохранилось только одно письмо, от 23 февраля 1621.
Цизат служил ректором в иезуитском колледже в Люцерне с 1624 по 1627, после чего был направлен в Испанию,
где он преподавал в Императорском Иезуитском Коллегиуме в Мадриде. В Ингольштадт он вернулся в 1630, после чего служил настоятелем в Инсбруке в 1637 году и Айхштете в 1646 году. Умер в Люцерне.
В его честь назван кратер Cysatus на Луне.